# Głęboki Potok (dopływ Dunajca – Jezioro Czorsztyńskie)
Głęboki Potok – potok, dopływ Dunajca uchodzący do Jeziora Czorsztyńskiego. Znajduje się w obrębie wsi Frydman w województwie małopolskim, w powiecie nowotarskim, w gminie Łapsze Niżne.
Potok ma kilka źródłowych cieków wypływających na polach wsi Frydman u północnych podnóży Pienin Spiskich na wysokości około 600–650 m. Od wysokości 573 m płynie jednym już korytem w kierunku północnym. Na wysokości około 532 m z prawej strony uchodzi do niego największy jego dopływ – potok Branisko. Od tego miejsca Głęboki Potok przepływa jeszcze 110 m na północ, przepływa pod drogą z Falsztyna do Frydmana, zmienia kierunek na północno-wscodni i po przepłynięciu około 400 m uchodzi do Jeziora Czorsztyńskiego na wysokości 529 m.
Cały bieg Głębokiego Potoku znajduje się na Kotlinie Nowotarskiej, zlewnia obejmuje również część północnych stoków Pienin Spiskich.